# Natale a 4 zampe
Natale a 4 zampe è un film per la televisione italiano del 2012, diretto da Paolo Costella.

## Trama
I protagonisti della storia sono Luca e Sara una giovane coppia, che va nelle varie banche di Torino per chiedere un prestito per aprire un ''hotel per cani''. Questo viene rifiutato quasi da tutti, tranne che da una persona, Antonio, che accetta il progetto il quale è un successo ed è meta di molte persone: Lorenzo e Michele con le rispettive mogli e Antonio (direttore della banca) con sua moglie Fabiana e l'adorata cagnolina Sophie.
Purtroppo per incomprensioni tra Luca e Sara il progetto fallisce ed Antonio decide di non dare l'altra parte del prestito. Luca e Sara per questo motivo litigano e saranno i loro padri a mettere tutto a posto, o meglio solo Lorenzo, papà di Sara, poiché Michele voleva che quell'albergo diventasse un'enorme discoteca. Lorenzo approfitta di un momento propizio per far dare a sua figlia l'altra parte di prestito: la perdita di Sophie, la cagnolina di Antonio e sarà Spartaco, il cane di Lorenzo, a trovarla. Sara è incinta, ma lei in collera con Luca gli dice che il figlio è di Biagio. Alla fine Lorenzo e Michele vogliono rilevare il progetto, ma questa volta a garantire per loro dovranno essere i loro figli.

## Riprese
Il film è girato nella valle e nella cittadina del Sestriere.

## Messa in onda
Il film, definito telepanettone in considerazione della programmazione televisiva e della sua affinità coi cinepanettoni, è andato in onda per la prima volta il 21 dicembre 2012 su Canale 5.

## Ascolti
- Prima TV

| Messa in onda    | Telespettatori | Share  |
| ---------------- | -------------- | ------ |
| 21 dicembre 2012 | 5.473.000      | 21,70% |

- Repliche

| Messa in onda    | Telespettatori | Share  |
| ---------------- | -------------- | ------ |
| 20 dicembre 2013 | 3.785.000      | 16.28% |
| 20 dicembre 2014 | 2.540.000      | 11.44% |
| 26 dicembre 2015 | 1.959.000      | 11.69% |
| 26 dicembre 2016 | 1.540.000      | 10.6%  |
| 1º gennaio 2018  | 2.343.000      | 10.4%  |
| 5 gennaio 2019   | 1.488.000      | 10.5%  |
| 27 dicembre 2023 | 336.000        | 1,8%   |

## Curiosità
- Boldi e la Piaggio interpretano una terza volta padre e figlia, dopo Natale sul Nilo e Matrimonio alle Bahamas.
- La scena in cui i coniugi Ciccia acquistano i biglietti ferroviari per il Sestriere è costellata da numerosi errori di continuità. Intanto, nessun treno arriva direttamente presso la località sciistica: pertanto, non esiste alcuna stazione del Sestriere (è invece attivo un servizio navette da e per la stazione di Oulx). Inoltre, l'acquisto dei biglietti avviene erroneamente presso i locali della stazione Torino Dora, capolinea della Ferrovia Torino-Ceres. Nella scena successiva, inoltre, si può eccepire di come i coniugi abbiano preso proprio il treno diretto alla località canavesana, ben lontana dal comprensorio montano del Sestriere. Curiosamente, i coniugi Micheloni, anche loro diretti al Sestriere, ma in auto, percorrono correttamente la Strada Statale 24, unica direttrice possibile (insieme alla Strada Statale 23) per raggiungere la località alpina.
- L'Hotel di Sestriere che ha ospitato le riprese del film è lo storico "Hotel Principe di Piemonte", oggi ribattezzato dalla nuova proprietà "Hotel Ròseo", che negli anni ‘30 era utilizzato per metà dalla famiglia Agnelli come residenza privata mentre l'altra metà ospitava i clienti dell'albergo.